# Astana Fýtbol Klýby 2022
Questa voce raccoglie le informazioni riguardanti l'FC Astana nelle competizioni ufficiali della stagione 2022.

## Maglie e sponsor
Per la stagione 2022, il fornitore tecnico è Adidas, mentre gli sponsor di maglia sono Samruk-Kazyna, ASU e Olimpbet.
| 1ª divisa | 2ª divisa | 3ª divisa |

## Rosa
| N. |                        | Ruolo | Calciatore                  |
| -- | ---------------------- | ----- | --------------------------- |
| 3  | Bielorussia (bandiera) | D     | Arcëm Rachmanaŭ             |
| 5  | Kazakistan (bandiera)  | D     | Mïxaïl Gabışev              |
| 6  | Brasile (bandiera)     | D     | Bryan                       |
| 7  | Bielorussia (bandiera) | C     | Maks Ebong                  |
| 8  | Kazakistan (bandiera)  | C     | Islambek Qýat               |
| 9  | Paesi Bassi (bandiera) | C     | Rai Vloet                   |
| 10 | Croazia (bandiera)     | C     | Marin Tomasov               |
| 11 | Kazakistan (bandiera)  | C     | Aslan Darabayev             |
| 13 | Armenia (bandiera)     | C     | Kamo Hovhannisyan           |
| 14 | Francia (bandiera)     | C     | Jérémy Manzorro             |
| 15 | Kazakistan (bandiera)  | D     | Abzal Beýsebekov (capitano) |
| 17 | Kazakistan (bandiera)  | A     | Abat Aýımbetov              |
| 18 | Kazakistan (bandiera)  | D     | Sagı Sovet                  |
| 19 | Francia (bandiera)     | A     | Keelan Lebon                |
| 20 | Kazakistan (bandiera)  | A     | Vladıslav Prokopenko        |
| 21 | Liberia (bandiera)     | A     | Mohammed Kamara             |
| 22 | Kazakistan (bandiera)  | C     | Sultan Sağınayev            |
| 23 | Bielorussia (bandiera) | D     | Dzjanis Paljakoŭ            |
| 27 | Kazakistan (bandiera)  | C     | Tımýr Dosmagambetov         |
| 28 | Kazakistan (bandiera)  | C     | Iýrıı Persýh                |

| N. |                       | Ruolo | Calciatore           |
| -- | --------------------- | ----- | -------------------- |
| 31 | Kazakistan (bandiera) | P     | Danıl Podymskıı      |
| 32 | Kazakistan (bandiera) | D     | Talǵat Kusıapov      |
| 33 | Ucraina (bandiera)    | D     | Danylo Beskorovajnyj |
| 34 | Serbia (bandiera)     | P     | Marko Milošević      |
| 43 | Kazakistan (bandiera) | D     | Sanjar Shurahanov    |
| 52 | Kazakistan (bandiera) | D     | Rahat Maratov        |
| 55 | Kazakistan (bandiera) | P     | Aleksandr Zaruckij   |
| 58 | Kazakistan (bandiera) | D     | Azamat Nurjanuly     |
| 63 | Kazakistan (bandiera) | D     | Dıas Qanatqaly       |
| 66 | Kazakistan (bandiera) | C     | Oljas Adıl           |
| 68 | Kazakistan (bandiera) | C     | Mahmud Dunzurov      |
| 72 | Kazakistan (bandiera) | A     | Stanıslav Basmanov   |
| 77 | Portogallo (bandiera) | C     | Pedro Eugénio        |
| 79 | Kazakistan (bandiera) | C     | Salamat Jýmabekov    |
| 84 | Kazakistan (bandiera) | C     | Alıhan Umbitaliyev   |
| 85 | Kazakistan (bandiera) | C     | Valıhan Tiuliupov    |
| 87 | Kazakistan (bandiera) | C     | Jasasyn Qalmaqambet  |
| 89 | Kazakistan (bandiera) | C     | Baýyrjan Ahaev       |
| 90 | Kazakistan (bandiera) | D     | Ruslan Kırgetov      |
| 94 | Kazakistan (bandiera) | D     | Iýrıı Ahanov         |

## Calciomercato

### Sessione invernale
| Acquisti | Acquisti             | Acquisti               | Acquisti      |
| R.       | Nome                 | da                     | Modalità      |
| -------- | -------------------- | ---------------------- | ------------- |
| P        | Marko Milošević      | Kaspıı                 | svincolato    |
| D        | Danylo Beskorovajnyj | DAC Dunajská Streda    | prestito      |
| D        | Bryan                | Atyrau                 | svincolato    |
| D        | Talğat Kusyapov      | Kaspıı                 | fine prestito |
| D        | Dzjanis Paljakoŭ     | Qairat                 | svincolato    |
| D        | Arcëm Rachmanaŭ      | Ruch Brėst             | svincolato    |
| C        | Aslan Darabayev      | Kaspıı                 | svincolato    |
| C        | Kamo Hovhannisyan    | Qairat                 | svincolato    |
| C        | Jaslan Kairkenov     | Atyrau                 | fine prestito |
| C        | Iýrıı Persýh         | Aqtöbe                 | fine prestito |
| C        | Rai Vloet            | Heracles Almelo        | svincolato    |
| A        | Abat Aýımbetov       | Kryl'ja Sovetov Samara | svincolato    |
| A        | Mohammed Kamara      | Hatayspor              | prestito      |
| A        | Ramazan Kárimov      | Kaspıı                 | fine prestito |
| A        | Semir Smajlagić      | Qyzyljar               | fine prestito |

| Cessioni | Cessioni           | Cessioni          | Cessioni      |
| R.       | Nome               | a                 | Modalità      |
| -------- | ------------------ | ----------------- | ------------- |
| P        | Dmıtrıı Nepogodov  | Tobyl             | svincolato    |
| D        | Eneo Bitri         | Partizani Tirana  | svincolato    |
| D        | Cadete             |                   | svincolato    |
| D        | Mark Gwrman        | Qyzyljar          | svincolato    |
| D        | Antonio Rukavina   |                   | fine carriera |
| D        | Luka Šimunović     | Sebenico          | svincolato    |
| D        | Lev Skvorcov       | Tūran Türkistan   | svincolato    |
| D        | Žarko Tomašević    | Tobyl             | svincolato    |
| C        | Tigran Barseġyan   | Slovan Bratislava | svincolato    |
| C        | Valeriu Ciupercă   |                   | svincolato    |
| C        | Mädï Jaqıpbayev    |                   | svincolato    |
| C        | Jaslan Kairkenov   | Aqsý              | prestito      |
| C        | Meýrambek Kalmırza | Oqjetpes          | prestito      |
| A        | Fatos Bećiraj      | Dečić             | svincolato    |
| A        | Ramazan Kárimov    | Maqtaaral         | svincolato    |
| A        | Semir Smajlagić    | Nasaf Qarshi      | svincolato    |

### Sessione estiva
| Acquisti | Acquisti            | Acquisti          | Acquisti      |
| R.       | Nome                | da                | Modalità      |
| -------- | ------------------- | ----------------- | ------------- |
| D        | Mıhaıl Gabıshev     | Shahter Qaraǵandy | definitivo    |
| C        | Tımýr Dosmagambetov | Shahter Qaraǵandy | definitivo    |
| A        | Rangelo Janga       | Apollōn Limassol  | fine prestito |

| Cessioni | Cessioni        | Cessioni         | Cessioni      |
| R.       | Nome            | a                | Modalità      |
| -------- | --------------- | ---------------- | ------------- |
| D        | Sagı Sovet      | Maqtaaral        | prestito      |
| C        | Rai Vloet       | Ural             | definitivo    |
| A        | Rangelo Janga   | Apollōn Limassol | definitivo    |
| A        | Mohammed Kamara | Hatayspor        | fine prestito |

## Risultati

### Prem'er Ligasy
a==== Girone d'andata ====
| Nur-Sultan 5 marzo 2022, ore 15:00 UTC+6 1ª giornata | Astana (2011)    | 0 – 3 (a tavolino) | Shakhter Karagandy | Astana Arena (2 000 spett.)\| Arbitro: \| Zatýla (Öskemen) \| |
| Arbitro:                                             | Zatýla (Öskemen) |                    |                    |                                                               |

| Arbitro: | Nurmustafına (Temirtau) |

|              |           |  |
| Turlybek 81’ | Marcatori |  |

| Arbitro: | Sahı (Qyzylorda) |

|              |           |  |
| Darabayev 9’ | Marcatori |  |

| Arbitro: | Gorohovodackıı (Almaty) |

|  |           |                                    |
|  | Marcatori | 8’, 38’ Eugénio 57’ (rig.) Tomasov |

| Arbitro: | Chesnokov (Öskemen) |

|                              |           |             |
| Ebong 22’ Daýırov 67’ (aut.) | Marcatori | 25’ Gadrani |

| Arbitro: | Rahımbaev (Almaty) |

|              |           |  |
| Kalenčuk 27’ | Marcatori |  |

| Arbitro: | Izmaılov (Taldıqorğan) |

|                                      |           |  |
| Vloet 14’, 27’ Ebong 42’ Tomasov 59’ | Marcatori |  |

| Arbitro: | Nurmustafına (Temirtau) |

|               |           |             |
| Tomašević 32’ | Marcatori | 54’ Eugénio |

| Arbitro: | Kýchın (Karaganda) |

|                            |           |                                                |
| Eugénio 26’, 53’ Vloet 73’ | Marcatori | 5’ Muxamed 40’ (rig.) Diakhaté 45+3’ Musabekov |

| Arbitro: | Zatýla (Öskemen) |

|              |           |                            |
| Nyuiadzi 44’ | Marcatori | 16’ Eugénio 90+5’ Basmanov |

| Arbitro: | Gaýzer (Petropavl) |

|                                                  |           |  |
| Tomasov 19’, 44’, 63’ Vloet 36’ Eugénio 48’, 70’ | Marcatori |  |

| Arbitro: | Omarov (Almaty) |

|               |           |                |
| Filipović 75’ | Marcatori | 90+4’ Basmanov |

| Arbitro: | Abdullaev (Karatau) |

|             |           |  |
| Eugénio 10’ | Marcatori |  |

#### Girone di ritorno
| Arbitro: | Rahımbaev (Almaty) |

|                                                             |           |  |
| Aýımbetov 32’ Tomasov 42’ Vloet 68’ Basmanov 77’ Persýh 89’ | Marcatori |  |

| Arbitro: | Moskovchenko (Pavlodar) |

|                                                         |           |               |
| Vidémont 18’ China 33’ Qasym 72’ (rig.) Samorodov 90+5’ | Marcatori | 42’ Darabayev |

| Arbitro: | Abdullaev (Karatau) |

|                                            |           |  |
| Tomasov 61’, 74’ (rig.), 75’ Sagınayev 89’ | Marcatori |  |

| Arbitro: | Kuchma (Kökşetaw) |

|             |           |           |
| Jūmabek 19’ | Marcatori | 81’ Lebon |

| Arbitro: | Sahı (Qyzylorda) |

|                                             |           |  |
| Paljakoŭ 32’ Eugénio 84’, 85’ Tomasov 90+2’ | Marcatori |  |

| Arbitro: | Gaýzer (Petropavl) |

|  |           |                                          |
|  | Marcatori | 29’ Aýımbetov 65’ Kusyapov 90+5’ Eugénio |

| Arbitro: | Sarıev (Oral) |

|               |           |                       |
| Aýımbetov 35’ | Marcatori | 30’ Mujïqov 71’ Malyj |

| Arbitro: | Kuchma (Kökşetaw) |

|                            |           |                                    |
| Zulfïqarov 46’ Hurėnka 60’ | Marcatori | 82’ Aýımbetov 90+5’ (rig.) Tomasov |

| Arbitro: | Kuchın (Karaganda) |

|                                                                    |           |  |
| Tomasov 47’ Aýımbetov 57’, 59’, 62’ Eugénio 90+3’ Beýsebekov 90+4’ | Marcatori |  |

| Arbitro: | Tevıashov (Oral) |

|  |           |                                         |
|  | Marcatori | 10’, 59’, 88’ (rig.), 90’ Dosmagambetov |

| Arbitro: | Gaýzer (Petropavl) |

|                                                  |           |            |
| Aýımbetov 7’ Eugénio 10’, 45+2’, 67’ Tomasov 61’ | Marcatori | 48’ Dolgov |

| Arbitro: | Omarov (Almaty) |

|  |           |                           |
|  | Marcatori | 40’ Aýımbetov 59’ Eugénio |

| Arbitro: | Tevıashov (Oral) |

|                          |           |                                     |
| Chogadze 43’ Kobzar' 81’ | Marcatori | 27’ (rig.) Eugénio 38’, 61’ Tomasov |

### Coppa del Kazakistan

#### Fase a gironi
| Taldıqorğan 8 luglio 2022, ore 18:00 UTC+6 Gruppo D - 1ª giornata | Jetisý           | 0 – 0 referto | Astana | Stadio Jetisý (1 700 spett.)\| Arbitro: \| Gorda (Kökşetaw) \| |
| Arbitro:                                                          | Gorda (Kökşetaw) |               |        |                                                                |

| Arbitro: | Sahı (Qyzylorda) |

|                                              |           |                                   |
| Eugénio 17’ Vloet 42’, 44’ Persýh 50’, 90+2’ | Marcatori | 36’ Rustemović 88’ (rig.) Kobzar' |

| Arbitro: | Omarov (Almaty) |

|             |           |               |
| Qabylan 47’ | Marcatori | 65’ Aýımbetov |

| Arbitro: | Kýchın (Karaganda) |

|                 |           |           |
| Eugénio 2’, 26’ | Marcatori | 58’ Fazli |

| Arbitro: | Nurmustafına (Temirtau) |

|                            |           |                          |
| Manzorro 12’, 90+1’ (rig.) | Marcatori | 7’ Turısbek 90+5’ Nurbol |

| Arbitro: | Gorohovodackıı (Almaty) |

|           |           |                                                                            |
| Flıuk 90’ | Marcatori | 9’ Kusyapov 50’, 59’, 65’ Eugénio 76’ Manzorro 89’ Sağnayev 90+4’ Basmanov |

#### Fase finale
| Arbitro: | Baıymbet (Taraz) |

|           |           |  |
| Lebon 90’ | Marcatori |  |

| Arbitro: | Baıymbet (Taraz) |

|                     |           |                                                |
| Prokopenko 32’, 39’ | Marcatori | 22’ (aut.) Qanatqaly 65’ Guedes 90+8’ Nyuiadzi |

### UEFA Conference League
| Arbitro: | Kikacheishvili |

|                                                                     |           |  |
| López 4’ Wdowiak 41’ Gutkovskis 65’ Kočerhin 76’ Tudor 90+4’ (rig.) | Marcatori |  |

| Arbitro: | Klima |

|  |           |              |
|  | Marcatori | 16’ Kočerhin |

## Statistiche

### Statistiche di squadra
| Competizione         | Punti | In casa | In casa | In casa | In casa | In casa | In casa | In trasferta | In trasferta | In trasferta | In trasferta | In trasferta | In trasferta | Totale | Totale | Totale | Totale | Totale | Totale | DR  |
| Competizione         | Punti | G       | V       | N       | P       | Gf      | Gs      | G            | V            | N            | P            | Gf           | Gs           | G      | V      | N      | P      | Gf     | Gs     | DR  |
| -------------------- | ----- | ------- | ------- | ------- | ------- | ------- | ------- | ------------ | ------------ | ------------ | ------------ | ------------ | ------------ | ------ | ------ | ------ | ------ | ------ | ------ | --- |
| Prem'er Ligasy       | 53    | 13      | 10      | 1       | 2       | 42      | 10      | 13           | 6            | 4            | 3            | 23           | 14           | 26     | 16     | 5      | 5      | 65     | 24     | +41 |
| Coppa del Kazakistan | 12    | 5       | 3       | 1       | 1       | 12      | 8       | 3            | 1            | 2            | 0            | 8            | 2            | 8      | 4      | 3      | 1      | 20     | 10     | +10 |
| Conference League    | -     | 1       | 0       | 0       | 1       | 0       | 1       | 1            | 0            | 0            | 1            | 0            | 5            | 2      | 0      | 0      | 2      | 0      | 6      | -6  |
| Totale               | 65    | 19      | 13      | 2       | 4       | 54      | 19      | 17           | 7            | 6            | 4            | 31           | 21           | 36     | 20     | 8      | 8      | 85     | 40     | +45 |

### Andamento in campionato
| Giornata  | 1  | 2  | 3  | 4 | 5 | 6 | 7 | 8 | 9 | 10 | 11 | 12 | 13 | 14 | 15 | 16 | 17 | 18 | 19 | 20 | 21 | 22 | 23 | 24 | 25 | 26 |
| --------- | -- | -- | -- | - | - | - | - | - | - | -- | -- | -- | -- | -- | -- | -- | -- | -- | -- | -- | -- | -- | -- | -- | -- | -- |
| Luogo     | C  | T  | C  | T | C | T | C | T | C | T  | C  | T  | C  | C  | T  | C  | T  | C  | T  | C  | T  | C  | T  | C  | T  | T  |
| Risultato | P  | P  | V  | V | V | P | V | N | N | V  | V  | N  | V  | V  | P  | V  | N  | V  | V  | P  | N  | V  | V  | V  | V  | V  |
| Posizione | 14 | 14 | 10 | 6 | 5 | 5 | 3 | 4 | 3 | 3  | 2  | 2  | 2  | 1  | 1  | 2  | 2  | 2  | 2  | 2  | 2  | 2  | 2  | 2  | 1  | 1  |

Legenda:

Luogo: C = Casa; T = Trasferta. Risultato: V = Vittoria; N = Pareggio; P = Sconfitta.

### Statistiche dei giocatori
Sono in corsivo i calciatori che hanno lasciato la società a stagione in corso.
| Giocatore        | Qazaqstan Prem'er Ligasy | Qazaqstan Prem'er Ligasy | Qazaqstan Prem'er Ligasy | Qazaqstan Prem'er Ligasy | Coppa del Kazakistan | Coppa del Kazakistan | Coppa del Kazakistan | Coppa del Kazakistan | UEFA Conference League | UEFA Conference League | UEFA Conference League | UEFA Conference League | Totale   | Totale | Totale      | Totale     |
| Giocatore        | Presenze                 | Reti                     | Ammonizioni              | Espulsioni               | Presenze             | Reti                 | Ammonizioni          | Espulsioni           | Presenze               | Reti                   | Ammonizioni            | Espulsioni             | Presenze | Reti   | Ammonizioni | Espulsioni |
| ---------------- | ------------------------ | ------------------------ | ------------------------ | ------------------------ | -------------------- | -------------------- | -------------------- | -------------------- | ---------------------- | ---------------------- | ---------------------- | ---------------------- | -------- | ------ | ----------- | ---------- |
| O. Adıl          | 0                        | 0                        | 0                        | 0                        | 3                    | 0                    | 0                    | 0                    | 0                      | 0                      | 0                      | 0                      | 3        | 0      | 0           | 0          |
| I. Ahanov        | 0                        | 0                        | 0                        | 0                        | 1                    | 0                    | 0                    | 0                    | 0                      | 0                      | 0                      | 0                      | 1        | 0      | 0           | 0          |
| B. Ahayev        | 0                        | 0                        | 0                        | 0                        | 3                    | 0                    | 0                    | 0                    | 0                      | 0                      | 0                      | 0                      | 3        | 0      | 0           | 0          |
| A. Aýımbetov     | 18                       | 9                        | 1                        | 0                        | 2                    | 1                    | 0                    | 0                    | 2                      | 0                      | 0                      | 0                      | 22       | 10     | 1           | 0          |
| S. Basmanov      | 18                       | 3                        | 0                        | 0                        | 6                    | 1                    | 1                    | 0                    | 2                      | 0                      | 0                      | 0                      | 26       | 4      | 1           | 0          |
| A. Beýsebekov    | 17                       | 1                        | 2                        | 0                        | 3                    | 0                    | 0                    | 0                    | 0                      | 0                      | 0                      | 0                      | 20       | 1      | 2           | 0          |
| D. Beskorovajnyj | 19                       | 0                        | 4                        | 0                        | 5                    | 0                    | 1                    | 0                    | 2                      | 0                      | 1                      | 0                      | 26       | 0      | 6           | 0          |
| Bryan            | 17                       | 0                        | 1                        | 0                        | 5                    | 0                    | 0                    | 0                    | 2                      | 0                      | 0                      | 0                      | 24       | 0      | 1           | 0          |
| A. Darabayev     | 23                       | 2                        | 2                        | 0                        | 4                    | 0                    | 1                    | 0                    | 1                      | 0                      | 1                      | 1                      | 28       | 2      | 4           | 1          |
| T. Dosmagambetov | 10                       | 4                        | 1                        | 0                        | 4                    | 0                    | 0                    | 0                    | 2                      | 0                      | 1                      | 0                      | 16       | 4      | 2           | 0          |
| M. Dunzurov      | 0                        | 0                        | 0                        | 0                        | 1                    | 0                    | 0                    | 0                    | 0                      | 0                      | 0                      | 0                      | 1        | 0      | 0           | 0          |
| M. Ebong         | 22                       | 2                        | 4                        | 0                        | 0                    | 0                    | 0                    | 0                    | 2                      | 0                      | 1                      | 0                      | 24       | 2      | 5           | 0          |
| P. Eugénio       | 24                       | 18                       | 1                        | 0                        | 3                    | 6                    | 0                    | 0                    | 2                      | 0                      | 0                      | 0                      | 29       | 24     | 1           | 0          |
| M. Gabıshev      | 5                        | 0                        | 1                        | 0                        | 3                    | 0                    | 0                    | 0                    | 2                      | 0                      | 1                      | 0                      | 10       | 0      | 2           | 0          |
| K. Hovhannisyan  | 24                       | 0                        | 2                        | 0                        | 1                    | 0                    | 0                    | 0                    | 0                      | 0                      | 0                      | 0                      | 25       | 0      | 2           | 0          |
| S. Jýmabekov     | 0                        | 0                        | 0                        | 0                        | 4                    | 0                    | 0                    | 0                    | 0                      | 0                      | 0                      | 0                      | 4        | 0      | 0           | 0          |
| M. Kamara        | 1                        | 0                        | 0                        | 0                        | 0                    | 0                    | 0                    | 0                    | 0                      | 0                      | 0                      | 0                      | 1        | 0      | 0           | 0          |
| R. Kırgetov      | 0                        | 0                        | 0                        | 0                        | 3                    | 0                    | 0                    | 0                    | 0                      | 0                      | 0                      | 0                      | 3        | 0      | 0           | 0          |
| T. Kusıapov      | 13                       | 1                        | 3                        | 0                        | 5                    | 1                    | 1                    | 0                    | 2                      | 0                      | 1                      | 0                      | 20       | 2      | 5           | 0          |
| K. Lebon         | 11                       | 1                        | 0                        | 0                        | 1                    | 0                    | 0                    | 0                    | 0                      | 0                      | 0                      | 0                      | 12       | 1      | 0           | 0          |
| J. Manzorro      | 18                       | 0                        | 5                        | 1                        | 4                    | 3                    | 0                    | 0                    | 2                      | 0                      | 1                      | 0                      | 24       | 3      | 6           | 1          |
| R. Maratov       | 0                        | 0                        | 0                        | 0                        | 1                    | 0                    | 0                    | 0                    | 0                      | 0                      | 0                      | 0                      | 1        | 0      | 0           | 0          |
| M. Milošević     | 14                       | -13                      | 2                        | 0                        | 2                    | -4                   | 0                    | 0                    | 1                      | -5                     | 0                      | 0                      | 17       | -22    | 2           | 0          |
| A. Nurjanuly     | 0                        | 0                        | 0                        | 0                        | 3                    | 0                    | 0                    | 0                    | 0                      | 0                      | 0                      | 0                      | 3        | 0      | 0           | 0          |
| I. Persýh        | 8                        | 1                        | 0                        | 0                        | 6                    | 2                    | 0                    | 0                    | 2                      | 0                      | 0                      | 0                      | 16       | 3      | 0           | 0          |
| D. Podymskıı     | 0                        | 0                        | 0                        | 0                        | 1                    | -3                   | 0                    | 0                    | 0                      | 0                      | 0                      | 0                      | 1        | -3     | 0           | 0          |
| D. Paljakoŭ      | 17                       | 1                        | 2                        | 0                        | 3                    | 0                    | 0                    | 0                    | 2                      | 0                      | 0                      | 0                      | 22       | 1      | 2           | 0          |
| V. Prokopenko    | 4                        | 0                        | 0                        | 0                        | 4                    | 2                    | 0                    | 0                    | 0                      | 0                      | 0                      | 0                      | 8        | 2      | 0           | 0          |
| J. Qalmahambet   | 0                        | 0                        | 0                        | 0                        | 1                    | 0                    | 0                    | 0                    | 0                      | 0                      | 0                      | 0                      | 1        | 0      | 0           | 0          |
| D. Qanatqaly     | 0                        | 0                        | 0                        | 0                        | 3                    | 0                    | 0                    | 0                    | 0                      | 0                      | 0                      | 0                      | 3        | 0      | 0           | 0          |
| I. Qýat          | 10                       | 0                        | 4                        | 0                        | 0                    | 0                    | 0                    | 0                    | 0                      | 0                      | 0                      | 0                      | 10       | 0      | 4           | 0          |
| A. Rachmanaŭ     | 13                       | 0                        | 1                        | 0                        | 1                    | 0                    | 0                    | 0                    | 0                      | 0                      | 0                      | 0                      | 14       | 0      | 1           | 0          |
| S. Sağınayev     | 10                       | 1                        | 1                        | 0                        | 5                    | 1                    | 1                    | 0                    | 0                      | 0                      | 0                      | 0                      | 15       | 2      | 2           | 0          |
| S. Sovet         | 5                        | 0                        | 0                        | 0                        | 3                    | 0                    | 1                    | 0                    | 0                      | 0                      | 0                      | 0                      | 8        | 0      | 1           | 0          |
| S. Shurahanov    | 0                        | 0                        | 0                        | 0                        | 1                    | 0                    | 0                    | 0                    | 0                      | 0                      | 0                      | 0                      | 1        | 0      | 0           | 0          |
| V. Tiuliupov     | 0                        | 0                        | 0                        | 0                        | 1                    | 0                    | 0                    | 0                    | 0                      | 0                      | 0                      | 0                      | 1        | 0      | 0           | 0          |
| M. Tomasov       | 24                       | 15                       | 2                        | 0                        | 3                    | 0                    | 0                    | 0                    | 0                      | 0                      | 0                      | 0                      | 27       | 15     | 2           | 0          |
| A. Umbitaliyev   | 0                        | 0                        | 0                        | 0                        | 1                    | 0                    | 0                    | 0                    | 0                      | 0                      | 0                      | 0                      | 1        | 0      | 0           | 0          |
| R. Vloet         | 14                       | 5                        | 1                        | 0                        | 2                    | 2                    | 1                    | 0                    | 2                      | 0                      | 0                      | 0                      | 18       | 7      | 2           | 0          |
| A. Zaruckij      | 11                       | -8                       | 1                        | 0                        | 4                    | -3                   | 0                    | 0                    | 1                      | -1                     | 0                      | 0                      | 16       | -12    | 1           | 0          |